# کوه گلس
کوه گلس (به انگلیسی: Glass Mountain) یک کوه در ایالات متحده آمریکا است که در کالیفرنیا واقع شده‌است. کوه گلس ۳٬۳۹۱٫۸۶ متر بالاتر از سطح دریا واقع شده‌است.